# 은장도

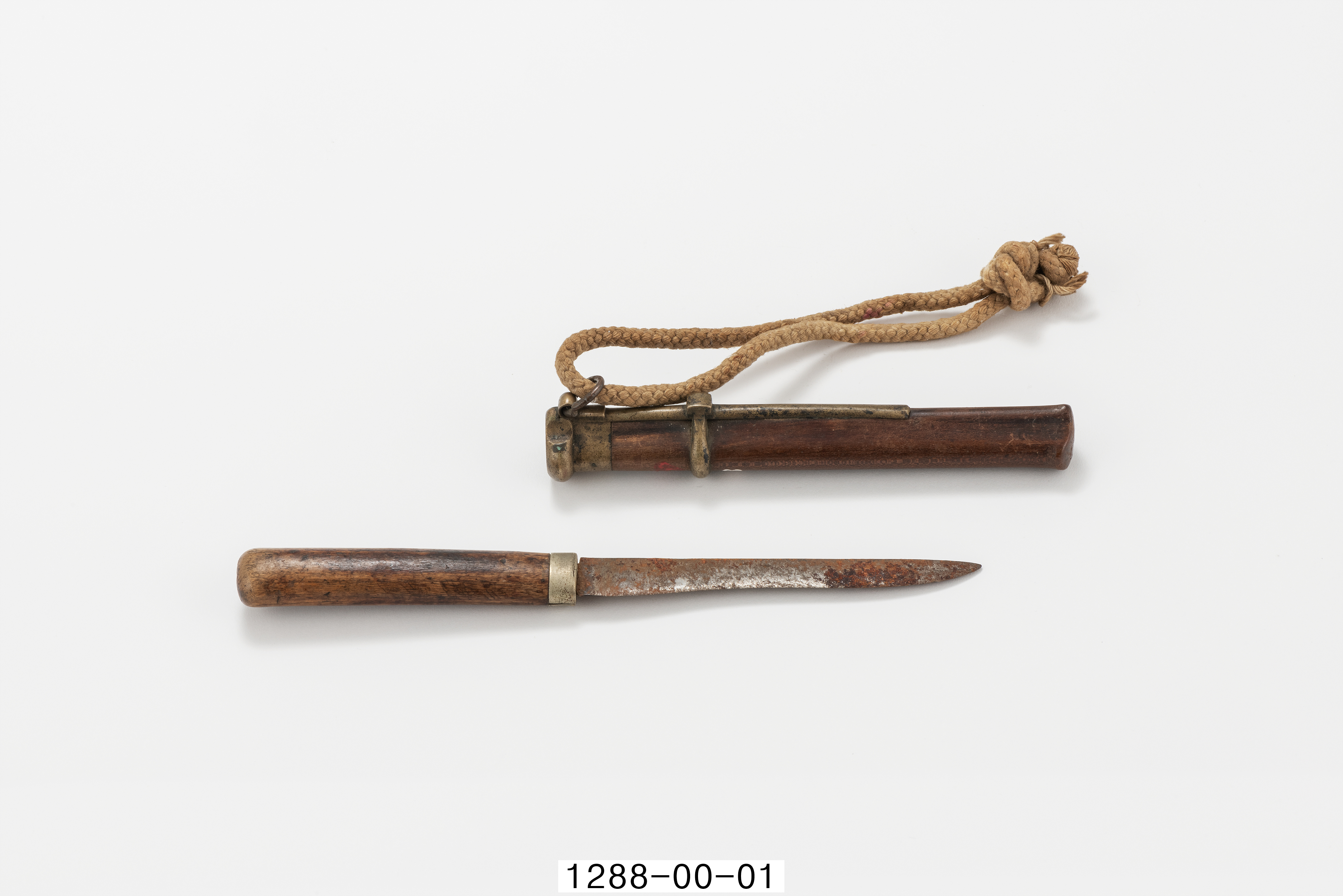

은장도(銀粧刀)는 은으로 장식한 작은 칼이며 남녀가 몸에 지니는 노리개 혹은 호신용 칼이다. 장식용으로 차기도 하고 안엔 젓가락이 들어있어 음독을 방지하기 위한 독을 확인하기 위한 용도로 사용되었다. 주로 조선 시대에 사용한 도구 물품이다.

## 같이 보기
- 열녀